# Jean V Paléologue
Pour les articles homonymes, voir Jean Paléologue et Jean V.
Jean V Paléologue (grec : Ίωάννης Εʹ Παλαιολόγος), né le 18 juin 1332 à Didymotique, et mort à Constantinople le 16 février 1391, est un empereur byzantin qui règne de juin 1341 à août 1376, puis de juillet 1379 à avril 1390 et enfin de septembre 1390 à février 1391, fils d'Andronic III Paléologue et de Jeanne de Savoie.

## Biographie

### Guerre civile avecJeanVICantacuzène
Il voit sa minorité troublée par le conflit entre sa mère Jeanne de Savoie, associée au mégaduc Alexis Apokaukos, et Jean VI Cantacuzène, qui se proclame empereur à Didymotique en octobre 1341, quatre mois après la mort d'Andronic III Paléologue. Après cinq ans et demi de guerre civile, Jean VI Cantacuzène entre dans Constantinople en février 1347 et écarte Jeanne de Savoie du pouvoir. Le fils du basileus étant mineur, une querelle pour la régence éclate entre Jean VI qui veut gouverner et l’impératrice qui est la mère du futur Jean V Paléologue.
Pendant ce temps, l'Empire s'affaiblit par les attaques du tsar serbe Stefan Uroš IV Dušan, l'insolence des Génois et l'établissement des Turcs à Gallipoli, tête de pont pour leur passage en Europe, en 1354.
En 1351, Jean V entre à nouveau en guerre civile contre Jean VI Cantacuzène. La défaite de Jean VI en 1354, puis celle de Mathieu Cantacuzène en 1357, laisse Jean V seul empereur.

### Déliquescence de l'Empire
Homme d'État médiocre et prétentieux, il parvient réellement au pouvoir dans des circonstances extrêmement dramatiques (après une longue guerre civile, l'épidémie de la peste noire et une économie asphyxiée par la guerre civile et l'aristocratie byzantine), le privant de leviers pour relever l'Empire byzantin. En 1364, il entre en guerre avec le tsar bulgare Ivan Aleksandre Asen et s'empare de la ville d'Anchialos. L'année suivante, il remonte le Danube pour rencontrer le roi Louis Ier de Hongrie, sans aucun résultat : il est le premier empereur byzantin régnant à se rendre dans une cour étrangère ; l'empereur se retrouve bloqué de façon très humiliante à Vidin, le tsar bulgare refusant de le laisser passer au retour. Son fils aîné Andronic IV Paléologue qui assurait la régence à Constantinople, et de surcroît époux de la fille du tsar bulgare, Marie Keratsa de Bulgarie, se garda bien d'intervenir.
Jean reçoit le soutien de son cousin du côté maternel Amédée VI de Savoie ; avec une petite flotte pendant l'été 1366, il reconquiert Gallipoli sur les Turcs, s'empare aussi du port bulgare de Messembrie, assiège Varna et oblige le tsar bulgare Ivan Aleksandre Asen à le libérer. Pour rembourser les frais du comte de Savoie, Jean V emprunte presque 42 500 hyperpérions, qu'Amédée VI s'engage à lui restituer s'il se rend à Rome et faire sa soumission au pape. L'empereur byzantin a récupéré deux ports importants (Gallipoli et Messembrie), mais le passage des Turcs en Europe n'est pas interrompu, et à une date incertaine entre 1361 et 1369, le sultan Mourad Ier s'empare d'Andrinople (3e ville de l'Empire) et en fait sa capitale.
En 1369, Jean V se rend à Rome (premier voyage d'un empereur byzantin en Italie depuis celui de Constant II en 663), confiant Constantinople à son fils aîné Andronic IV Paléologue et Thessalonique à son deuxième fils Manuel II Paléologue. En octobre, il fait sa soumission personnelle au pape Urbain V, et recueille en conséquence l'argent promis par Amédée VI de Savoie. Au printemps 1370, il se rend de Rome à Venise ; il y négocie l'annulation de ses dettes et le versement de 50 000 hyperpérions contre la cession à la république de Venise de l'île de Ténédos. Mais à Constantinople, Andronic IV refuse de céder Ténédos aux Vénitiens, et Jean V est retenu prisonnier à Venise jusqu'à ce que son deuxième fils Manuel II le rachète l'année suivante. L'empereur rentre à Constantinople en octobre 1371 sans avoir rien obtenu en Occident. Pratiquement au même moment, en septembre 1371, les Turcs écrasent les Serbes à la bataille de la Maritsa et étendent considérablement leur domination dans les Balkans.

### Guerre avec son filsAndronicIV

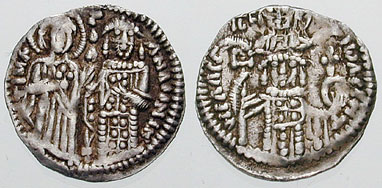
Jean V Paléologue représenté sur une pièce de monnaie.

Tandis que son fils Manuel II essaie tant bien que mal de résister à Thessalonique, Jean V préfère la voie de l'accommodement : en 1374, il accepte de se reconnaître vassal du sultan  et de lui payer tribut. Cette politique entraîne une rupture complète avec son fils aîné Andronic qui, dès 1373, s'allie à un des fils de Mourad Ier, Savci Bey, en rébellion lui aussi contre son père. Mourad Ier et Jean V, alliés eux aussi, défont leurs fils révoltés ; le sultan fait crever les yeux du sien, qui meurt de ses blessures ; l'empereur applique le même traitement, mais moins rigoureusement, à Andronic IV et à son fils Jean (le futur Jean VII Paléologue). Andronic en reste borgne, Jean a les yeux très abîmés, et les deux en garderont pour la vie une haine mortelle de leur père et grand-père.
Jean V déshérite donc Andronic IV et sa lignée, et désigne son deuxième fils Manuel II comme héritier du trône. En 1376, il cède Ténédos à la république de Venise à peu près dans les termes de l'accord bloqué par Andronic IV six ans plus tôt ; mais ce traité avec les Vénitiens provoque une violente riposte des Génois installés dans le comptoir de Pera, près de Constantinople : ils aident Andronic IV à s'évader de prison, s'entendent avec Mourad Ier et assiègent la capitale. Jean V et son deuxième fils Manuel II sont capturés et emprisonnés, et Andronic devient l'empereur Andronic IV Paléologue, qui doit récompenser ses alliés en cédant Ténédos à Gênes au lieu de Venise, et en rendant la place stratégique de Gallipoli à Mourad Ier.
Mais la guerre est déclenchée avec Venise, qui s'empare de Ténédos. En 1379, Jean V et Manuel II parviennent à s'évader et se rendent auprès de Mourad Ier à Andrinople. Jean V renoue leur alliance en lui promettant Philadelphie, ville grecque rendue indépendante par l'isolement au milieu des territoires contrôlés par les Turcs. Avec l'aide du sultan et des Vénitiens, Jean V reprend Constantinople, tandis qu'Andronic IV se réfugie dans le comptoir génois de Pera en emmenant sa mère Hélène Cantacuzène et son grand-père maternel, Jean VI Cantacuzène (devenu le moine Joasaph).
En 1381, un traité est signé entre toutes les parties : Venise et Gênes font la paix et se retirent de Ténédos, qui devient un no man's land ; Andronic IV est rétabli comme héritier du trône et reçoit en apanage Sélymbrie ; Manuel II retourne gouverner Thessalonique ; le troisième fils Théodore doit recevoir le Despotat de Morée après la mort de Manuel Cantacuzène et l'abdication de Mathieu Cantacuzène.

### Vassal du sultan ottoman
La décennie 1380-1389 voit le sultan Mourad Ier s'emparer de la plus grande partie des Balkans (chute de Thessalonique en 1387) sans aucune tentative de résistance de la part de Jean V. Au printemps 1390, Jean VII Paléologue, fils d'Andronic IV Paléologue, s'étant entendu avec Bajazet Ier et les Génois, s'empare de Constantinople, tandis que son grand-père se barricade dans une forteresse près de la Porte d'Or. Mais en septembre, Manuel II, ayant rassemblé des troupes, parvient à le chasser et à restaurer Jean V. Jean VII trouve refuge auprès du sultan ; celui-ci le renvoie dans son apanage de Sélymbrie, convoque Manuel II pour qu'il participe à la prise de Philadelphie aux termes de l'accord de 1379 (la ville avait refusé de se rendre aux Turcs), et ordonne à Jean V, en menaçant sinon de faire aveugler Manuel II, de démolir la citadelle près de la Porte d'Or (l'empereur s'exécute).
Jean V meurt en février 1391 de complications de sa goutte, au terme d'un long règne catastrophique pour l'Empire byzantin, durant lequel l'empereur romain d'Orient perdit notamment une grande partie du prestige qu'il conservait auprès des peuples étrangers, devenant un roitelet vassal du sultan ottoman.

## Famille et descendance
Marié en 1347 avec Hélène Cantacuzène (1333-1396), fille de Jean VI Cantacuzène et d'Irène Asanina, il eut :
- Andronic IV Paléologue (1348–1385).
- Irène (1349–1363), mariée à Halil de Bithynie (mort en 1362), un cousin turc.
- Manuel II Paléologue (1350–1425).
- Théodore Ier Paléologue, despote de Morée (1351–1407).
- Michel.
- Marie.
- fille anonyme épouse Francesco II Gattilusio ?

Fils illégitime :
- Manuel.